# Arzheim (Landau)

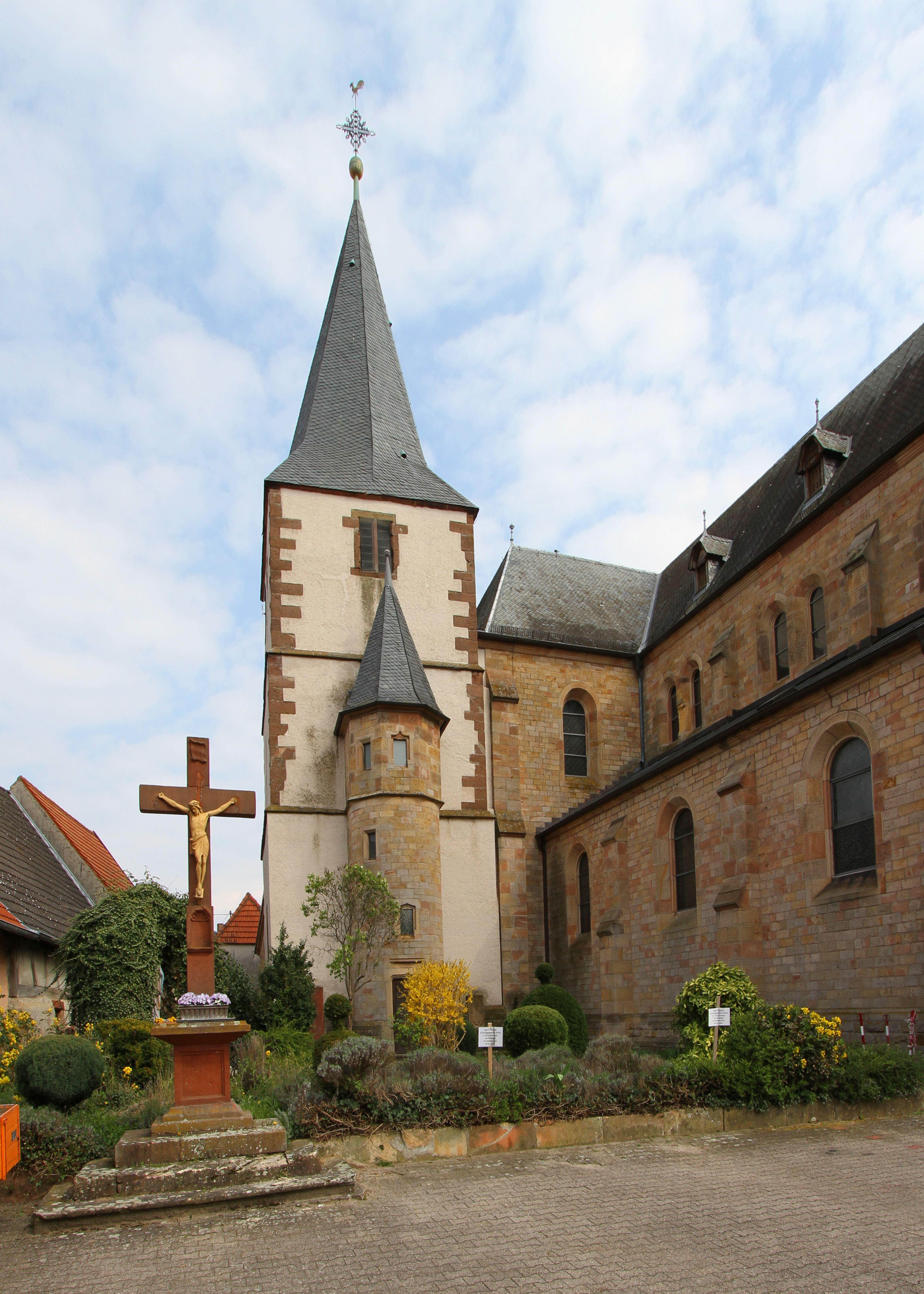
St. Georg in Arzheim

Arzheim is een plaats in de Duitse gemeente Landau in der Pfalz, deelstaat Rijnland-Palts, en telt 1700 inwoners (2004).